# The Beginner’s Guide
The Beginner’s Guide ist ein Adventure von Everything Unlimited für Microsoft Windows, Linux und macOS. Es ist das Nachfolgeprojekt des Hauptentwicklers Davey Wreden zu The Stanley Parable und erschien am 1. Oktober 2015.

## Spielprinzip und Handlung
Das Spiel ist selbstreferenziell aus Sicht des Entwicklers: Davey Wreden, der Schöpfer von The Stanley Parable, stellt eine Sammlung von Spielen vor, die sein Freund Coda gemacht hat, und versucht herauszufinden, was sie alle bedeuten und welche Bedeutung sie für Codas Gedanken und Gefühle haben.
Der Spieler erkundet die Umgebung aus der Egoperspektive und kann mit einigen Elementen der Umgebung interagieren, während er in der interaktiven Erzählung des Werks voranschreitet. Der Spieler erfährt Details zu den verschiedenen Szenen durch Wreden als Erzähler des Spiels, um zu beschreiben, was er sieht, und um Rückschlüsse auf die Natur des Spieleentwicklers zu ziehen. In einigen Bereichen müssen Rätsel gelöst und Gespräche geführt werden.

## Entwicklung
The Beginner’s Guide wurde mit der Source-Engine entwickelt, was wiederum Teil von Wredens Kommentar innerhalb des Spiels über die Art des Leveldesigns ist, das durch die Source-Engine eingeschränkt wird. The Beginner’s Guide wurde von Wreden zwei Tage vor der offiziellen Veröffentlichung am 1. Oktober 2015 angekündigt.

## Rezeption
Das Spiel wurde von The New Yorker als eines der besten elf Spiele des Jahres 2015 gewürdigt. The Beginner’s Guide erhielt auf Metacritic bei 17 Kritiken eine Durchschnittsbewertung von 76 aus 100 Punkten. Zeit Online urteilte: „Ist das nun Spiel, ein Essay oder doch eine in Pixel verpackte Autobiografie? In jedem Fall ist ‚The Beginner’s Guide‘ eines der spannendsten Indie-Games des Jahres.“ Gamestar schrieb „Während der kurzen Spielzeit habe ich mich teilweise unwohl gefühlt und wurde mit Themen konfrontiert, über die ich gar nicht nachdenken wollte. […] Ich habe das Adventure an einem Freitagabend durchgespielt und dann das ganze Wochenende darüber nachgedacht.“

„Das Spiel im Essay-Stil ist gerade einmal zwei Stunden lang - und so bewegend wie kaum ein anderer Titel.“

“So did I enjoy it? Kind of. I think I appreciated it more than I enjoyed it, and then that appreciation was tinged with a wish that it could have been more. More clever, more surprising, more deep. But more importantly, it made me think, made me worry about people I care about, made me uncomfortable. And for that, I think, it deserves praise.”

„Habe ich es genossen? So ähnlich. Ich denke, ich habe es mehr geschätzt als genossen und dann war diese Wertschätzung von dem Wunsch geprägt, dass es mehr hätte sein können. Geistreicher, überraschender und mit mehr Tiefe. Aber was noch viel wichtiger ist, es hat mich zum Nachdenken gebracht, ich habe mir Sorgen um Menschen gemacht, die mir wichtig sind, und ich habe mich unwohl gefühlt. Und dafür, denke ich, verdient es Lob.“